# كاتسوشيكا (طوكيو)
كاتسوشيكا (باليابانية: 葛飾区كاتسوشيكا-كو) وتعني «حي كاتسوشيكا» هو أحد أحياء طوكيو ال 23.

## جغرافيا
يقع حي كاتسوشيكا في شرق منطقة أحياء طوكيو، محاطاً بالمدن والأحياء التالية أداتشي، إيدوغاوا، سوميدا، ميساتو، ياشيو، ماتسودو.

## تاريخ
تم تأسيس الحي في 1 أكتوبر 1932.

## مشاهير
- يوي هوريه، مغنية.
- كازوناري نينوميا، آيدول

## مواقع خارجية
- الموقع الرسمي لمدينة كاتسوشيكا باللغة اليابانية